# Shahe (köpinghuvudort i Kina, Shandong Sheng, lat 37,04, long 119,77)
Shahe (kinesiska: 沙河, 沙河镇) är en köpinghuvudort i Kina. Den ligger i provinsen Shandong, i den östra delen av landet, omkring 250 kilometer öster om provinshuvudstaden Jinan. Antalet invånare är 102 735. Befolkningen består av 50 492 kvinnor och 52 243 män. Barn under 15 år utgör 11,0 %, vuxna 15-64 år 74 %, och äldre över 65 år 13,0 %.
Runt Shahe är det tätbefolkat, med 411 invånare per kvadratkilometer. Shahe är det största samhället i trakten. Trakten runt Shahe består till största delen av jordbruksmark.
Genomsnittlig årsnederbörd är 706 millimeter. Den regnigaste månaden är juli, med i genomsnitt 240 mm nederbörd, och den torraste är januari, med 11 mm nederbörd.